# Linha do Tejo
A chamada Linha do Tejo foi uma linha defensiva raiana do reino de Portugal, entregue aos Templários pelos primeiros reis portugueses na época da Reconquista (Baixa Idade Média), como resposta às investidas Almóadas que haviam feito regredir a Fronteira sul até ao rio Tejo.
Consistia na coordenação da defesa proporcionada pelos castelos de Almourol, Castelo Branco, Monsanto, Pombal, Tomar, Abrantes, Torres Novas e Zêzere.
Com o progresso da tomada de território cristão para o sul, em direção ao Alentejo e ao Algarve, esta linha progressivamente perdeu a função.